# 小脳性運動失調
小脳性運動失調（しょうのうせいうんどうしっちょう、英: cerebellar ataxia）または小脳失調（しょうのうしっちょう）とは、小脳の障害による運動失調の一形態である。Non-progressive congenital ataxia（NPCA）は小脳失調の典型的な病態の1つである。
小脳失調は多くの疾患の結果として生じる場合があり、平衡、歩行、四肢や眼球運動の協調に障害がみられる可能性がある。小脳の損傷によって共同運脳障害（dyssynergia）、測定障害（dysmetria）、拮抗運動反復障害（dysdiadochokinesia）、運動障害性構音障害（dysarthria）、立位や歩行の失調が引き起こされる場合があり、こうした欠陥は損傷と同じ側の運動に観察される（同側性）。多くの場合、医師は運動課題を行っている人物を観察することにより、失調の徴候を探すこととなる。

## 症状と徴候
小脳の損傷によって運動技能は損なわれ、また眼振が引き起こされる場合もある。孤発性・遅発性の小脳失調患者の約1/3では、後に多系統萎縮症を発症する。
小脳の機能は運動技能としてのみ観察されるわけではなく、知的技能や感情、計画性にも関わっている。小脳の機能的欠陥の指標には、眼球運動の欠陥に関するSODA（Scale for Ocular motor Disorders in Ataxia）のような臨床評価尺度が用いられる場合がある。

## 原因
小脳失調の原因には、グルテン失調症、小脳のプルキンエ細胞や他の神経細胞種に対する自己免疫、中枢神経血管炎、多発性硬化症、感染症、小脳出血、小脳梗塞、小脳腫瘍、直接的損傷、毒素（アルコールなど）、遺伝疾患や神経変性疾患（進行性核上性麻痺や多系統萎縮症）など多くの種類がある。グルテン失調症は孤発性特発性失調症例の約40%、全失調症例の15%を占める。小脳失調は、孤発型、常染色体劣性型、X連鎖型、常染色体優性型、ミトコンドリア型といった分類がなされる場合がある。原発性自己免疫性小脳性運動失調症（PACA）には、診断のためのバイオマーカーが存在しない。

## 治療
長年にわたって、小脳失調における姿勢制御や平衡機能の障害の治療は不可能であると考えられていた。しかしながら近年の研究結果は、小脳失調患者の姿勢制御の障害はリハビリテーションによる緩和が可能であることを示唆している。現時点では、小脳失調患者、特に変性症や多発性硬化症の患者の姿勢制御能力の改善に対するリハビリテーションの有効性に関しては中レベルのエビデンスが得られているが、平衡や協調運動に関する訓練を伴う集中的なリハビリテーションプログラムが必要である。バーチャル・リアリティ、バイオフィードバック、体重免荷やtorso-weightingによるトレッドミル歩行訓練といった技法も有用なようであるが、これらの具体的な効力に関してはさらなる研究が必要である。ブスピロンは小脳内のセロトニン濃度を高めることで失調を低減すると考えられており、軽度から中等度の小脳失調に対してはブスピロンによる治療の可能性がある。このような薬剤による治療の研究も行われているものの、そのエビデンスレベルは低い。発話に関しては代償戦略の訓練だけでなく、呼吸や発声の能力の最適化に焦点を当てた介入も有効となる場合がある。
また、非侵襲的な小脳刺激による治療の試験が現在進行中である。この治療の主な目的の1つは、小脳皮質の興奮性を調整し、小脳核の抑制に影響を及ぼすことである。経頭蓋直流電気刺激法（tDCS）や経頭蓋磁気刺激法（TMS）を用いた研究では有望な結果が示されている。